# Himantura oxyrhyncha
Himantura oxyrhyncha är en rockeart som först beskrevs av Sauvage 1878.  Himantura oxyrhyncha ingår i släktet Himantura och familjen spjutrockor. IUCN kategoriserar arten globalt som starkt hotad. Inga underarter finns listade i Catalogue of Life.